# Gujō
Gujō (japanisch 郡上市, -shi) ist eine Stadt in der japanischen Präfektur Gifu.

## Geschichte
Am 1. März 2004 wurde die Stadt Gujō aus den drei Gemeinden Hachiman (八幡町, -chō), Yamato (大和町, -chō) und Shirotori (白鳥町, -chō) und den vier Dörfern Takasu (高鷲村, -mura), Minami (美並村, -mura), Meihō (明宝村, -mura) und Wara (和良村, -mura) des Landkreises Gujō gebildet.

## Geographie
Gujō liegt nördlich von Nagoya und Gifu, und südlich von Takayama.
Der Fluss Nagara fließt durch die Stadt von Norden nach Süden.

## Sehenswürdigkeiten

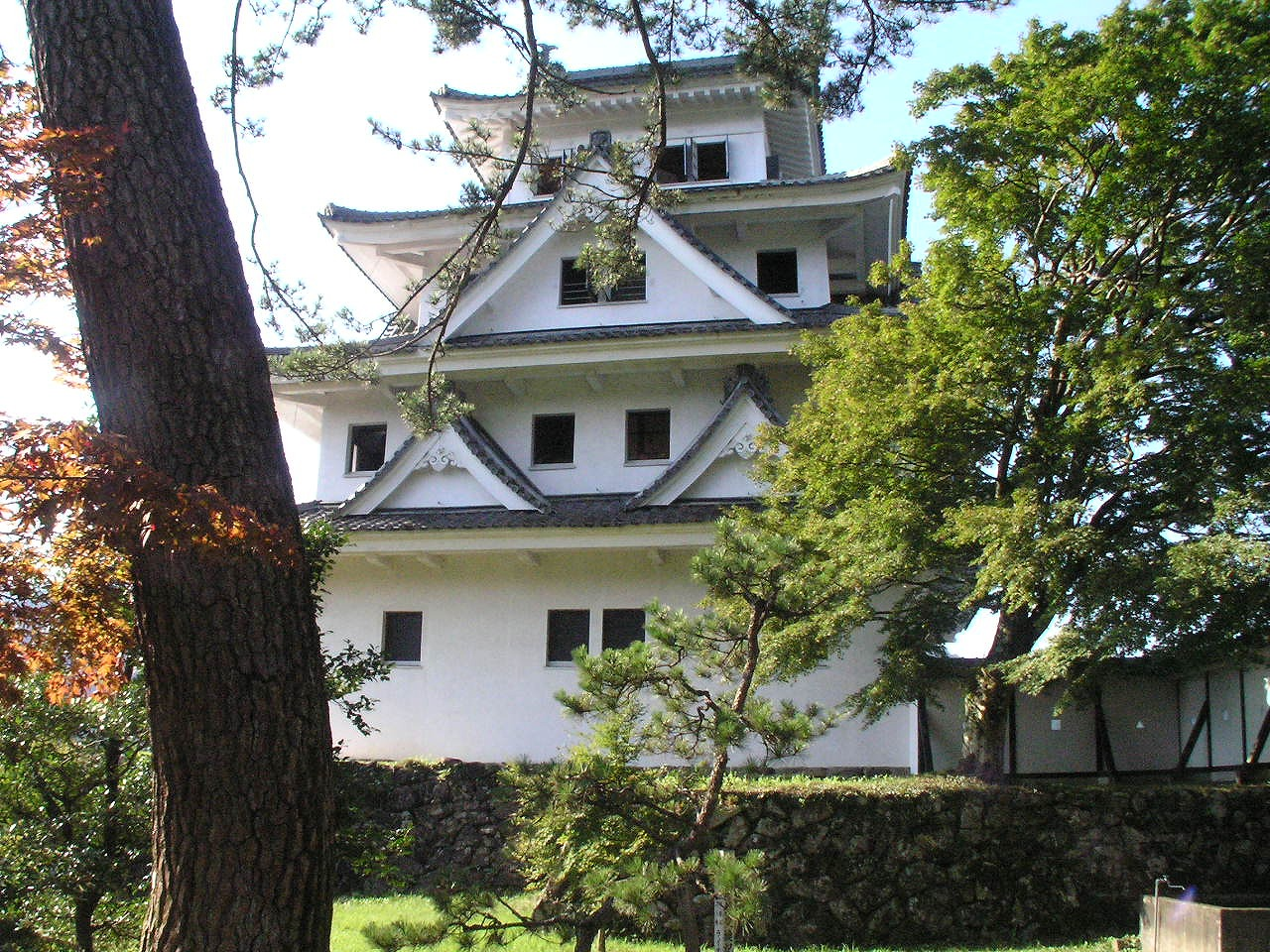
Burg Gujō-Hachiman

In Gujō liegt die Burg Gujō-Hachiman.

## Verkehr
Die Stadt ist an die Tokai-Hokuriku-Autobahn und an die Nationalstraßen 156, 158, 256 und 472 angeschlossen. Durch das Nagara-Tal führt die Etsumi-nan-Linie von Mino-Ōta nach Hokunō.

## Söhne und Töchter der Stadt
- Hashimoto Kōei (1892–1956), Maler

## Angrenzende Städte und Gemeinden
Gujō grenzt an Takayama, Mino, Gero, Seki und Ōno.

## Weblinks

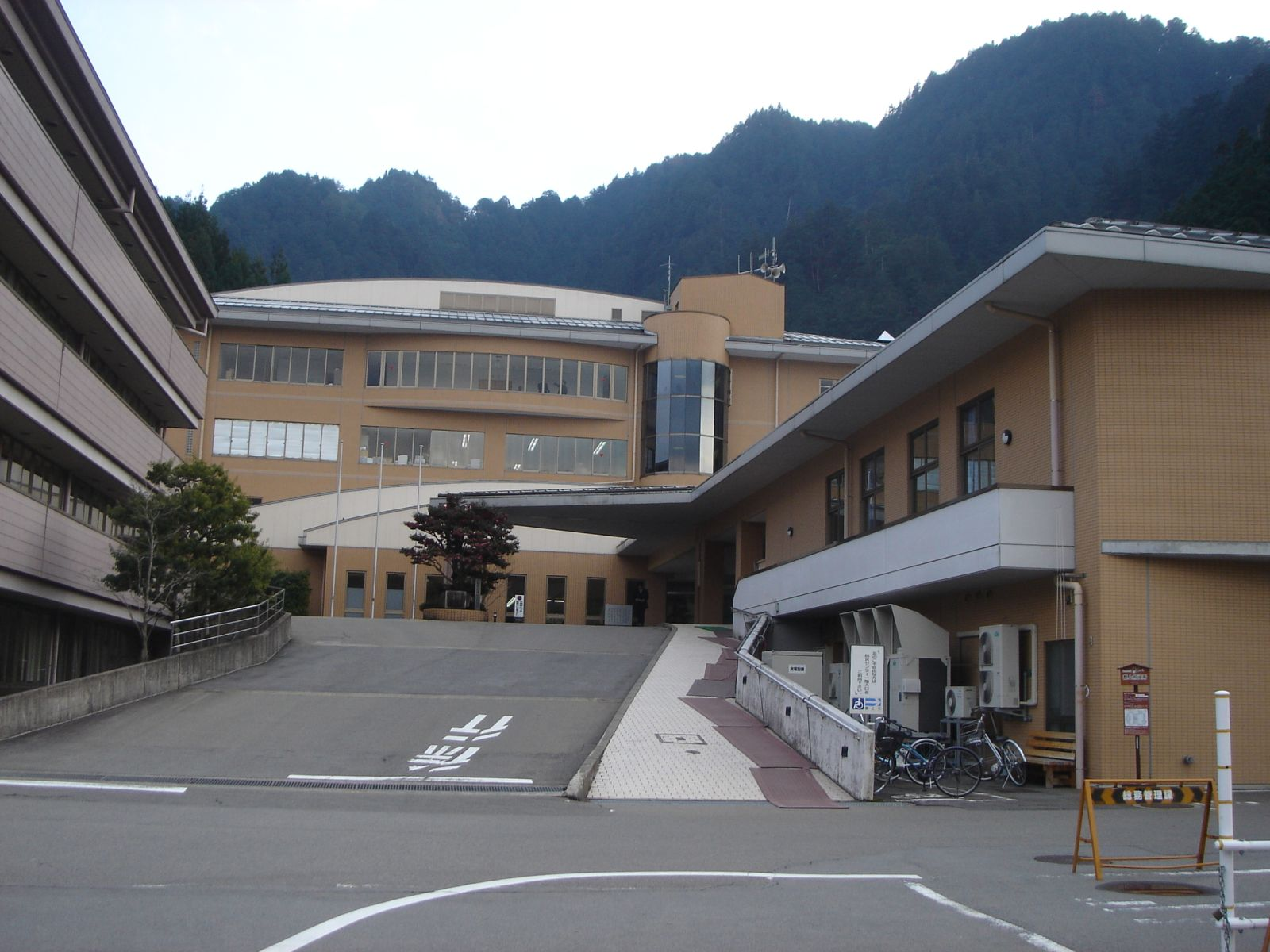
Rathaus von Gujō

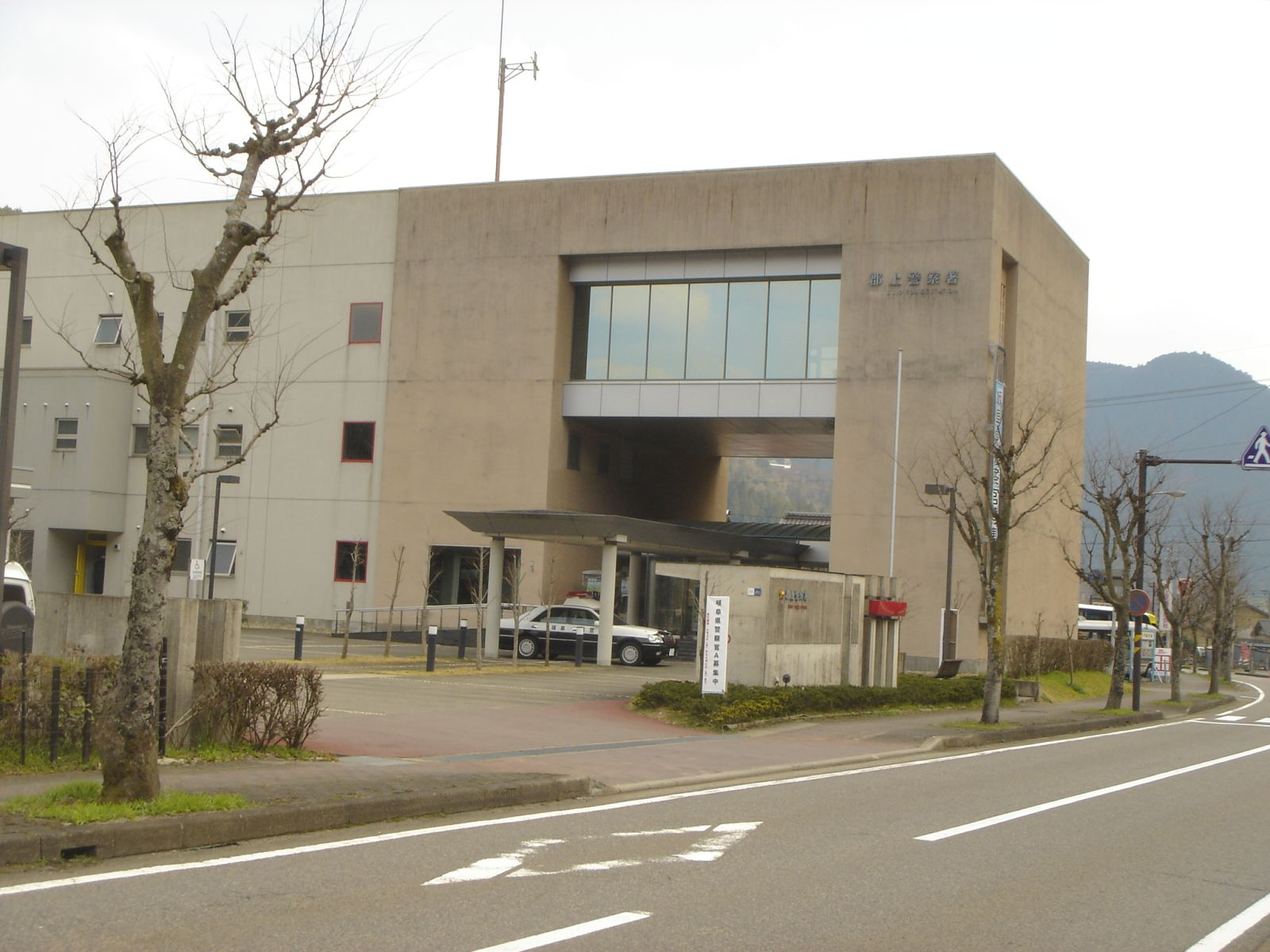
Gujo-Polizeistation